# María Irene Fornés
María Irene Fornés (La Habana,14 de mayo de 1930 - Nueva York, 30 de octubre de 2018) fue una dramaturga y directora cubanoamericana, destacada en el Off-Off-Broadway en la década de 1960. Se inspiró por primera vez para escribir mientras vivía con Susan Sontag, a quien alentó en un momento difícil en la carrera de escritora de Sontag. Las obras de Fornés varían mucho en temas, pero a menudo se relacionan con el impacto de las condiciones económicas en las relaciones personales. Fornés ganó muchos Premios Obie y también fue finalista del premio Pulitzer.

## Biografía
Fornés nació en La Habana, Cuba, y emigró a los Estados Unidos a la edad de 15 años con su madre, Carmen Collado Fornés y su hermana, Margarita Fornés Lapinel, después de que su padre, Carlos Fornés, muriera en 1945. Irene tenía dos hermanas mayores, Margarita y Carmencita, y tres hermanos mayores, Rafael (destacado dibujante), Héctor y Raúl. Se convirtió en ciudadana estadounidense en 1951. Cuando llegó por primera vez a América, Fornés trabajó en la fábrica de zapatos Capezio. Insatisfecha, tomó clases para aprender inglés y se convirtió en traductora. A la edad de 19 años, se interesó por la pintura y comenzó su educación formal en arte abstracto, estudiando con Hans Hofmann en la ciudad de Nueva York y en Provincetown, Massachusett.
En 1954, Fornés conoció a la escritora y modelo de artistas Harriet Sohmers. Se hicieron amantes y ella se mudó a París para vivir con Sohmers y estudiar pintura. Allí estuvo muy influenciada por una producción francesa de Esperando a Godot de Samuel Beckett, aunque nunca había leído la obra y no entendía francés. Este fue el momento en que se dio cuenta del poderoso impacto que podía tener el teatro, pero no comenzó a escribir hasta principios de los años sesenta. Vivió con Sohmers en París durante tres años, pero la relación terminó antes de que Fornés regresara a la ciudad de Nueva York en 1957.

## Profesión
En 1959, Fornés conoció en una fiesta a la escritora Susan Sontag e iniciaron una relación que duró varios años. Mientras Fornés estaba con Sontag, comenzó a escribir obras de teatro. En el libro seminal de Scott Cummings sobre María Irene Fornes, escribe: "Por su propia cuenta, Fornes comenzó a escribir por capricho". En un perfil de The Village Voice de 1986, Ross Wetzsteon cuenta cómo un sábado por la noche en la primavera de 1961, Fornés y la escritora Susan Sontag estaban en Greenwich Village en busca de una fiesta. Cuando Sontag expresó su frustración por una novela que quería escribir, Fornes insistió en que renunciaran a sus planes para la noche, regresaran al apartamento que compartían, se sentaran a la mesa de la cocina y simplemente se pusieran a trabajar. Cuando llegaron a casa, como para demostrar lo sencillo que era, Fornés se sentó a escribir también. Sin experiencia ni idea de cómo comenzar, abrió un libro de cocina al azar y comenzó una historia corta usando la primera palabra de cada oración en la página. 'Tal vez nunca hubiera pensado en escribir si no hubiera pretendido que iba a mostrarle a Susan lo fácil que era'. Sin embargo, antes de que esto sucediera, el primer paso de Fornés hacia la dramaturgia había sido traducir las cartas que trajo consigo de Cuba y que fueron escritas a su bisabuelo por un primo en España. Convirtió las cartas en una obra de teatro llamada La Viuda ( The Widow, 1961), que nunca se tradujo al inglés, pero se presentó en español en Nueva York. Ella nunca representó la obra y, según Scott Cummings, "en su carrera, se destaca más como precursora que como una primera obra".
Se considera que su primera obra, y el comienzo de su carrera como dramaturga, es una pieza llamada There! You Died, producida por primera vez por el Taller de Actores de San Francisco en 1963. Una obra absurda de dos personajes que más tarde pasó a llamarse Tango Palace y se produjo en 1964 en el Actors Studio de la ciudad de Nueva York. La pieza es una lucha de poder alegórica entre los dos personajes centrales: Isidoro, un payaso, y Leopoldo, un joven ingenuo. Como gran parte de su escritura, Tango Palace enfatiza el carácter más que la trama. Con él, Fornés también consolidó su estilo de producción, involucrándose en todo el proceso de puesta en escena. A medida que la reputación de Fornés crecía en los círculos de vanguardia, se hizo amiga de Norman Mailer y Joseph Papp y volvió a conectar con Harriet Sohmers. Tango Palace fue seguido por La vida exitosa de 3 y Promenade, con el cual ganó su primer premio Obie de obras distinguidas en 1965. Su trabajo fue defendido por Performing Arts Journal (más tarde PAJ ).[cita requerida]
En Fefu and Her Friends (1977), Fornés comenzó a deconstruir el escenario colocando escenas en múltiples lugares simultáneamente en todo el teatro. En el Acto II se utilizan cuatro conjuntos (un jardín, un estudio, un dormitorio y una cocina). La audiencia se divide en grupos para ver cada escena, luego se rota al siguiente set; las escenas se repiten hasta que cada grupo haya visto las cuatro escenas. Producida por primera vez por New York Theatre Strategy en Relativity Media Lab, la historia sigue a ocho mujeres que parecen estar involucradas en percances con hombres, y culmina en una escena de crimen. Cambiando su estilo hacia el naturalismo, Fornés retrata a sus personajes como mujeres reales. Los críticos y académicos consideran que la obra es feminista, ya que se centra en personajes femeninos y sus pensamientos, sentimientos y relaciones, y se cuenta desde la perspectiva de una mujer.

En 1982, Fornés obtuvo un Obie especial por Logro Sostenido; en 1984 recibió el Obies por escribir y dirigir El Danubio (1982), Lodo (1983) y Sarita (1984). Mud, producido por primera vez en 1983 en el Padua Hills Playwright's Festival en California, explora las vidas empobrecidas de Mae, Lloyd y Henry, quienes se involucran en un triángulo amoroso. Fornés contrasta el deseo de buscar más en la vida con lo que realmente es posible en unas condiciones dadas. Cuando los críticos se quejaron de su pesimismo, Fornés discrepó:
Mucha gente me ha dicho de "Mud" y "Sarita" que les gusta, les da mucha sensación, pero sienten que al final hay un hueco. "¿Qué estás diciendo?" ellos preguntan. "¿Que no hay esperanza?" Uno de los críticos dijo de "Mud" que está diciendo que no hay salida. Yo no estaba diciendo tal cosa. A pesar de que "Sarita" tiene un final trágico, ella mata a su amante y luego se vuelve loca y va a una institución mental, ¡no estoy diciendo tal cosa! Estoy mostrando lo que podría pasar. Precisamente. Les estoy dando un ejemplo de lo que es posible.
Mud ejemplifica la técnica familiar de Fornés de retratar el ascenso de un personaje femenino al que se oponen los personajes masculinos. La pieza también explora la forma en que la mente experimenta la pobreza y el aislamiento.
The Conduct of Life (1985) fue otro ganador de Obie, al igual que Abingdon Square (1988). Fornés también fue finalista del Premio Pulitzer de Drama de 1990 con su obra ¿Y qué de la noche? En 2000, Letters From Cuba tuvo su estreno con Signature Theatre Company en Nueva York, como parte de su retrospectiva de un año de su carrera. La obra se centra en una joven bailarina cubana que vive en Nueva York y mantiene correspondencia con su hermano en Cuba. Es la primera obra que Fornés identifica como extraída de su experiencia personal, al señalar sus casi 30 años de intercambio epistolar con su propio hermano. Letters From Cuba también obtuvo un Obie.
Fornés se convirtió en una fuerza reconocida tanto en el teatro hispanoamericano como en el experimental de Nueva York, ganando un total de nueve premios Obie. Sin embargo, podría decirse que la mayor influencia de Irene ha llegado a través de sus legendarios talleres de dramaturgia, que enseñó a aspirantes a escritores de todo el mundo. A nivel local en la ciudad de Nueva York, como directora del laboratorio de residencia de dramaturgos hispanos de INTAR en la década de 1980 y principios de los 90, fue mentora de una generación de dramaturgos latinos, incluidos Cherríe Moraga, Migdalia Cruz, Nilo Cruz, Caridad Svich y Eduardo Machado. Recibió un doctorado honorario en letras de Bates College en 1992.
Los escritores ganadores del premio Pulitzer Tony Kushner (Ángeles en América ), Paula Vogel (Cómo aprendí a conducir), Lanford Wilson ( Talley's Folly), Sam Shepard ( Buried Child ) y Edward Albee (A Delicate Balance) dan crédito a Fornés como inspiración e influencia. "Su trabajo no tiene precedentes, no se deriva de nada", dijo una vez Lanford Wilson sobre ella, "es la más original de todos nosotros". Paula Vogel sostiene: "En la obra de todo dramaturgo estadounidense de fines del siglo XX, solo hay dos etapas: antes de leer a María Irene Fornés y después". Tony Kushner concluye: "Cada vez que escucho a Fornes, o leo o veo una de sus obras, siento esto: ella respira, siempre ha respirado, un aire más fino, más puro, más agudo".
Un largometraje documental sobre Fornés llamado The Rest I Make Up de Michelle Memran se realizó en colaboración con Fornés y se centra en su vida creativa y en la enfermedad de Alzheimer.

## Obras de teatro
- 1961, The Widow
- 1963, There! You Died (produced as Tango Palace en 1964)
- 1965, The Successful life of 3: A skit for Vaudeville
- 1965, Promenade (música de Al Carmines)
- 1966, The Office
- 1967, The Annunciation
- 1967, A Vietnamese Wedding
- 1968, Dr. Kheal
- 1968, Molly's Dream (música de Cosmos Savage)
- 1968, The Red Burning Light, or Mission XQ3 (música de John Vauman)
- 1972, Aurora" (music by John Fitzgibbon)
- 1972, The Curse of the Langston House
- 1975, Cap-a-Pie (music by José Raúl Bernardo)
- 1976, Washing
- 1977, Fefu and Her Friends
- 1977, Lolita in the Garden
- 1977, In Service
- 1979, Eyes on the Harem
- 1980, Evelyn Brown (A Diary)
- 1980, Blood Wedding (adaptación de Bodas de Sangre de Lorca)
- 1981, Life is a Dream (adaptación de La vida es sueño de de la Barca)
- 1981, A Visit
- 1982, The Danube
- 1983, Mud
- 1984, Sarita (music by Leon Odenz)
- 1984, No Time
- 1985, The Conduct of Life
- 1985, Cold Air (adapted and translated from a play by Piñera)
- 1986, A Matter of Faith
- 1986, Lovers and Keepers (music by Tito Puente and Fernando Rivas)
- 1986, Drowning (adaptación de una historia de Chekhov)
- 1986, Art
- 1989, "The Mothers"
- 1987, Abingdon Square
- 1987, Uncle Vanya (adapted from the play by Chekhov)
- 1988, Hunger
- 1989, And What of the Night? (four one-act plays: Nadine, Springtime, Lust and Hunger)
- 1992, Oscar and Bertha
- 1992, Terra Incognita (musica de Roberto Sierra)
- 1993, Enter the Night
- 1995, Summer in Gossensass
- 1996, Manual for a Desperate Crossing
- 1997, Balseros (Rafters) (opera based on Manual for a Desperate Crossing, music by Robert Ashley)
- 2000, Letters from Cuba

## Premios
- 1961, Beca de la Fundación John Hay Whitney[17]
- 1965, Premio Obie por obras distinguidas: Promenade y The Successful Life of 3
- 1977, Premio Obie de dramaturgia: Fefu and Her Friends
- 1979, Premio Obie a la dirección: Eyes on the Harem
- 1982, Premio Obie por logros sostenidos
- 1984, Dos premios Obie por 1) Dramaturgia y 2) Dirección: The Danube, Sarita y Mud
- 1985, Premio Obie a la mejor obra nueva estadounidense: The Conduct of Life
- 1985, Academia Estadounidense e Instituto de Artes y Letras
- 1986, Premio Playwrights USA por traducción de Cold Air
- 1988, Premio Obie a la mejor obra nueva estadounidense: Abingdon Square
- 2000, Premio Obie, Menciones especiales: "Letters From Cuba"
- 1990, Premio de las Artes del Gobernador del Estado de Nueva York[15]
- 2001, Premio Robert Chesley
- 2002, PEN/Laura Pels International Foundation for Theatre Award para un maestro dramaturgo estadounidense

## Otras lecturas
- Als, Hilton (22 de marzo de 2010). «Critic's Notebook: Feminist Fatale». The New Yorker 86 (5): 8. Consultado el 1 de abril de 2011.
- Field, Edward. Introduction to "Notes of a Nude Model" by Harriet Sohmers Zwerling, Spuyten Duyvil (2003)
- García-Romero, Anne. The Fornes Frame: Contemporary Latina Playwrights and the Legacy of Maria Irene Fornes. University of Arizona Press, 2016.